# Forn de Can Masdemont
El Forn de Can Masdemont és una obra d'Esponellà (Pla de l'Estany) inclosa a l'Inventari del Patrimoni Arquitectònic de Catalunya.

## Descripció
Forn ubicat al costat de Can Masdemont. El forn es construeix aprofitant el pendent del turó orientat al nord. La part frontal mostra un mur paredat amb un arc cec i dues boques. Aquestes fetes amb arcs de maó. Als límits del extradós hi ha, a cada costat, un contrafort de pedra; a la part superior hi havia les graelles destinades a la cocció de les rajoles.

## Història
El forn es va acabar de construir el setembre de 1871, i era destinat a la fabricació de rajols. S'ha trobat un document que així ho corrobora a l'arxiu de Can Llobera d'Orfes: "El mes de setembre de 1871 s'acabà de construir un forn de rajoleria, davant del mas Masdemont de Vilert, per buidar i construir el forn i replanar l'era per estendre els rajols i teules; va costar 66 lliures i 8 rals".